# Kroatengau
Der Kroatengau (pagus Chrovvati oder Crowati) war ein Gau im Herzogtum Bayern bzw. Herzogtum Kärnten im 10. und 11. Jahrhundert.

## Geographie
Der Kroatengau lag wahrscheinlich nur im Gebiet an der oberen Glan um St. Veit und Leoben in der heutigen Steiermark.
Siedlungen von Chrobaten gab es auch im Krappfeld, im Zollfeld und bis über Villach und über die Drau hinaus.
Im Norden wurde der Kroatengau begrenzt durch die Grafschaft Friesach (Gau Gurcatal), im Osten durch den Gau Lavanttal, im Südosten stieß er an die Grafschaft Jauntal (Gau Junotal), im Süden an den Karantanengau und im Westen an den Lurngau.
Auf Chrobaten könnten die Ortsnamen hinweisen
- Krobarhen, ein Ortsteil von Glanegg im Glantal, Kärnten
- Krobathen (Gemeinde Brückl)/ Hrovače, Bezirk Sankt Veit an der Glan, Kärnten
- Krobathen/ Hrovače, im Klagenfurter Feld, Kärnten
- Krobathen, Bezirk Südoststeiermark
- Grabersdorf, ursprünglich Krabatsdorf in Kärnten, auch Adelsgeschlecht der Krabatsdorfer
- Krautkogel in Kärnten

## Geschichte
Die Kroaten waren eine Art Kriegerkaste an den Grenzen des Awarenreiches und gaben ihren Namen auch dem heutigen Volk der Kroaten. Die Herkunft des Namens ist nicht gänzlich geklärt, scheint aber nicht-slawischen Ursprungs zu sein.
Der pagus Chrouuati erscheint in den schriftlichen Quellen erstmals in der Mitte des 10. Jahrhunderts als ein Verwaltungsbezirk im Herzogtum Bayern. Der Verwalter wurde Walpot genannt und hatte besondere Befugnisse.
976 wurde er dem neu gebildeten Herzogtum Kärnten zugeordnet.
Als Amtsträger sind bekannt:
- Hartwig I. († 985), der später auch bayerischer Pfalzgraf war
- dessen Nachkommen, die pfalzgräflichen Aribonen, die auch auf den benachbarten Lurngau hinausgriffen (Stift Millstatt)
- Otger/Ozi († vor 1028), Graf, missus aus der Familie der Otakare, der Stifter von Ossiach